# Amandine Hesse
Amandine Hesse, née le 16 janvier 1993 à Montauban, est une joueuse de tennis française, professionnelle depuis 2010.

## Biographie
Amandine Hesse est la fille de Yannick Hesse, ancien joueur de première série et professeur de tennis, et de Nicole Hesse-Cazaux, multiple championne de France en catégorie sénior.
À 12 ans, elle intègre le Pôle France à Toulouse avant de rejoindre le Centre National d'Entrainement à Roland-Garros puis l'INSEP en 2010. Elle est championne de France chez les 15/16 ans, battant Kristina Mladenovic en finale, ainsi que championne d'Europe et vice-championne du monde par équipe dans la catégorie des moins de 16 ans. En club, elle a représenté le Stade Toulousain jusqu'en 2011, le Stade français, le Lagardère Paris Racing et le Tennis club de Paris depuis 2016.
Le 30 juillet 2022, elle donne naissance à une fille, Stella.

## Carrière
Amandine Hesse devient professionnelle en 2010 et dispute cette année-là sa première finale ITF à Tampere face à Alizé Lim. En janvier 2012, elle remporte le tournoi du Gosier en Guadeloupe. En 2013, elle dispute quatre finales et remporte deux en fin d'année à Équeurdreville et Madrid.
Avec 200 places gagnées en une saison, elle obtient ainsi une wild card pour les Internationaux de France 2014 où elle s'incline en trois sets contre Yvonne Meusburger (3-6, 6-3, 6-4). Elle obtient également une invitation pour l'US Open et elle s'y incline au premier tour contre sa compatriote Alizé Cornet.
Sa principale victoire a lieu au premier tour du tournoi de Roland-Garros en 2015 lorsqu'elle élimine Jarmila Wolfe, 57e mondiale (2-6, 6-3, 6-2), avant de perdre au tour suivant contre Samantha Stosur. En septembre de la même année, elle parvient pour la première fois à franchir les qualifications d'un tournoi WTA à Québec et elle passe aussi un tour dans le tableau principal en écartant María Irigoyen, avant de s'incliner en trois sets contre la tête de série no 4, Lucie Hradecká (1-6, 6-3, 6-4).
En 2016, elle tente pour la première fois de se qualifier à l'Open d'Australie mais elle échoue après avoir toutefois éliminé Kimiko Date. Fin 2017, elle obtient son meilleur résultat dans un tournoi WTA en atteignant la demi-finale du WTA 125 de Bombay, en battant successivement Arina Rodionova, Deniz Khazaniuk et Ankita Raina, avant de s'incliner contre Aryna Sabalenka.
Elle devient membre de l'équipe de France de Fed Cup en 2017. En 2018, elle est sélectionnée pour jouer le double décisif victorieux lors du premier tour contre la Belgique, aux côtés de Kristina Mladenovic.
Début 2021, elle sort des qualifications du tournoi WTA 500 d'Abou Dabi et s'incline au premier tour contre Vera Zvonareva. C’est la cinquième fois de sa carrière qu’elle passe les qualifications d’un tournoi WTA. Grâce à plusieurs victoires sur le circuit secondaire, elle termine la saison au 165e rang mondial, tout proche de son meilleur classement.
Le 26 janvier 2023, six mois après avoir donné naissance à sa fille, elle revient en compétition après un an d'arrêt lors des qualifications du tournoi de Lyon grâce à une invitation. Elle remporte un septième titre ITF en mai 2024 à Yecla et atteint les demi-finales à Biarritz en juin.

## Palmarès
Amandine Hesse a remporté sept tournois ITF en simple au Gosier en 2012, Équeurdreville en 2013, Madrid en 2013, 2018 et 2021, Saint-Palais-sur-Mer en 2021 et Yecla en 2024. Elle compte aussi sept titres en double : Contrexéville et Rotterdam en 2013, Joué-lès-Tours en 2014, Olomouc en 2017, Poitiers en 2019, Grenoble en 2020 et Calvi en 2021.

## Parcours en Grand Chelem

### En simple dames
| Année | Open d'Australie | Open d'Australie | Internationaux de France | Internationaux de France | Wimbledon | Wimbledon      | US Open         | US Open           |
| ----- | ---------------- | ---------------- | ------------------------ | ------------------------ | --------- | -------------- | --------------- | ----------------- |
| 2012  | —                | —                | Q1                       | Heidi El Tabakh          | —         | —              | —               | —                 |
| 2013  | —                | —                | Q1                       | Sandra Záhlavová         | —         | —              | —               | —                 |
| 2014  | —                | —                | 1er tour (1/64)          | Yvonne Meusburger        | —         | —              | 1er tour (1/64) | Alizé Cornet      |
| 2015  | —                | —                | 2e tour (1/32)           | Samantha Stosur          | —         | —              | Q2              | Y. Shvedova       |
| 2016  | Q2               | Julia Glushko    | 1er tour (1/64)          | Taylor Townsend          | Q1        | Tamira Paszek  | Q2              | Françoise Abanda  |
| 2017  | Q2               | B. Mattek-Sands  | 1er tour (1/64)          | M. Vondroušová           | Q1        | Miyu Kato      | 1er tour (1/64) | Peng Shuai        |
| 2018  | —                | —                | 1er tour (1/64)          | Jennifer Brady           | Q1        | Claire Liu     | Q1              | Conny Perrin      |
| 2019  | Q2               | Marta Kostyuk    | —                        | —                        | Q2        | Olga Danilović | —               | —                 |
| 2020  | —                | —                | Q1                       | Yuki Naito               | Annulé    | Annulé         | —               | —                 |
| 2021  | —                | —                | —                        | —                        | —         | —              | Q1              | Y. Bonaventure    |
| 2022  | Q1               | Lucia Bronzetti  | —                        | —                        | —         | —              | —               | —                 |
| 2023  | —                | —                | —                        | —                        | Q1        | Priscilla Hon  | Q1              | Elizabeth Mandlik |

N.B. : à droite du résultat se trouve le nom de l'ultime adversaire.

### En double dames
| Année | Open d'Australie | Open d'Australie | Internationaux de France                                                                | Internationaux de France | Wimbledon | Wimbledon | US Open | US Open |
| ----- | ---------------- | ---------------- | --------------------------------------------------------------------------------------- | ------------------------ | --------- | --------- | ------- | ------- |
| 2008  | —                | —                | 1er tour (1/32) K. Mladenovic \|\| style="text-align:left;" \| Julie Coin J. Huck       | —                        | —         | —         | —       |         |
| 2014  | —                | —                | 1er tour (1/32) M. Johansson \|\| style="text-align:left;" \| S. Aoyama R. Voráčová     | —                        | —         | —         | —       |         |
| 2015  | —                | —                | 2e tour (1/16) S. Foretz \|\| style="text-align:left;" \| M. Hingis S. Mirza            | —                        | —         | —         | —       |         |
| 2016  | —                | —                | 1er tour (1/32) S. Foretz \|\| style="text-align:left;" \| D. Jurak Ana Konjuh          | —                        | —         | —         | —       |         |
| 2017  | —                | —                | 1er tour (1/32) Andrianjafitrimo \|\| style="text-align:left;" \| T. Babos Hlaváčková   | —                        | —         | —         | —       |         |
| 2019  | —                | —                | 1er tour (1/32) J. Ponchet \|\| style="text-align:left;" \| Rybáriková Vondroušová      | —                        | —         | —         | —       |         |
| 2020  | —                | —                | 1er tour (1/32) Harmony Tan \|\| style="text-align:left;" \| K. Kozlova M. Linette      | Annulé                   | Annulé    | —         | —       |         |
| 2021  | —                | —                | 1er tour (1/32) Harmony Tan \|\| style="text-align:left;" \| B. Krejčíková K. Siniaková | —                        | —         | —         | —       |         |

N.B. : le nom de la partenaire se trouve sous le résultat ; les noms des ultimes adversaires se trouvent à droite.

### En double mixte
| Année | Open d'Australie | Open d'Australie | Internationaux de France                                                           | Internationaux de France | Wimbledon | Wimbledon | US Open | US Open |
| ----- | ---------------- | ---------------- | ---------------------------------------------------------------------------------- | ------------------------ | --------- | --------- | ------- | ------- |
| 2012  | —                | —                | 1er tour (1/16) M. Llodra \|\| style="text-align:left;" \| N. Llagostera O. Marach | —                        | —         | —         | —       |         |
|       |                  |                  |                                                                                    |                          |           |           |         |         |
| 2019  | —                | —                | 1/4 de finale B. Bonzi \|\| style="text-align:left;" \| Chan Yung-jan Ivan Dodig   | —                        | —         | —         | —       |         |

N.B. : le nom du partenaire se trouve sous le résultat ; les noms des ultimes adversaires se trouvent à droite.

## Parcours en Fed Cup
| #                                                                 | Date       | Lieu                 | Surface             | Gagnante(s)                        | Perdante(s)                                 | Score            |          |
| ----------------------------------------------------------------- | ---------- | -------------------- | ------------------- | ---------------------------------- | ------------------------------------------- | ---------------- | -------- |
|                                                                   |            |                      |                     |                                    |                                             |                  |          |
| 2017 - 1/4 de finale (groupe mondial) - Suisse - France : 4 : 1   |            |                      |                     |                                    |                                             |                  |          |
| 1                                                                 | 11/02/2017 | Genève               | Dur (int.)          | Timea Bacsinszky Martina Hingis    | Amandine Hesse Kristina Mladenovic          | 6-4, 6-4         | Parcours |
|                                                                   |            |                      |                     |                                    |                                             |                  |          |
| 2017 - Barrage (groupe mondial I) - France - Espagne - 4 : 0      |            |                      |                     |                                    |                                             |                  |          |
| 2                                                                 | 22/04/2017 | Roanne               | Terre (int.)        | Alizé Cornet Amandine Hesse        | María José Martínez Sánchez Olga Sáez Larra | 6-1, 3-6, [10-7] | Parcours |
|                                                                   |            |                      |                     |                                    |                                             |                  |          |
| 2018 - 1/4 de finale (groupe mondial) - France - Belgique - 3 : 2 |            |                      |                     |                                    |                                             |                  |          |
| 3                                                                 | 10/02/2018 | Mouilleron-le-Captif | Dur (int.)          | Amandine Hesse Kristina Mladenovic | Kirsten Flipkens Elise Mertens              | 6-4, 2-6, 6-2    | Parcours |
|                                                                   |            |                      |                     |                                    |                                             |                  |          |
| 2018 - 1/2 finale (groupe mondial) - France - États-Unis - 2 : 3  |            |                      |                     |                                    |                                             |                  |          |
| 4                                                                 | 21/04/2018 | Aix-en-Provence      | Terre battue (int.) | Amandine Hesse Kristina Mladenovic | Coco Vandeweghe Bethanie Mattek-Sands       | 6-4, 3-6, [10-6] | Parcours |

## Classements WTA en fin de saison
| Année          | 2010 | 2011 | 2012 | 2013 | 2014 | 2015 | 2016 | 2017 | 2018 | 2019 | 2020 | 2021 | 2022 | 2023 | 2024 |
| Rang en simple | 762  | 545  | 418  | 305  | 197  | 159  | 207  | 253  | 228  | 259  | 287  | 165  | 1043 | 338  | 270  |
| Rang en double | 569  | 716  | 720  | 228  | 152  | 126  | 225  | 319  | 495  | 223  | 201  | 171  | –    | 393  | 441  |

Source : (en) Classements de Amandine Hesse sur le site officiel de la Fédération internationale de tennis